# Carfilzomib
Carfilzomib (CFZ, Kyprolis, Onyx Pharmaceuticals, Inc.) est un tétrapeptide époxycétone. Il est utilisé en thérapeutique ciblée anticancéreuse comme un inhibiteur sélectif du protéasome. 